# Disperis
Disperis là một chi có 74 loài phân bổ ở vùng nhiệt đới và Nam Phi, Madagascar, Mascarenes, Sri Lanka, Ấn Độ, Thái Lan, Ryukyu Islands, Trung Quốc, Đài Loan, Java, Lesser Sunda Islands, Philippines, New Guinea, và Carolines.

## Hình ảnh

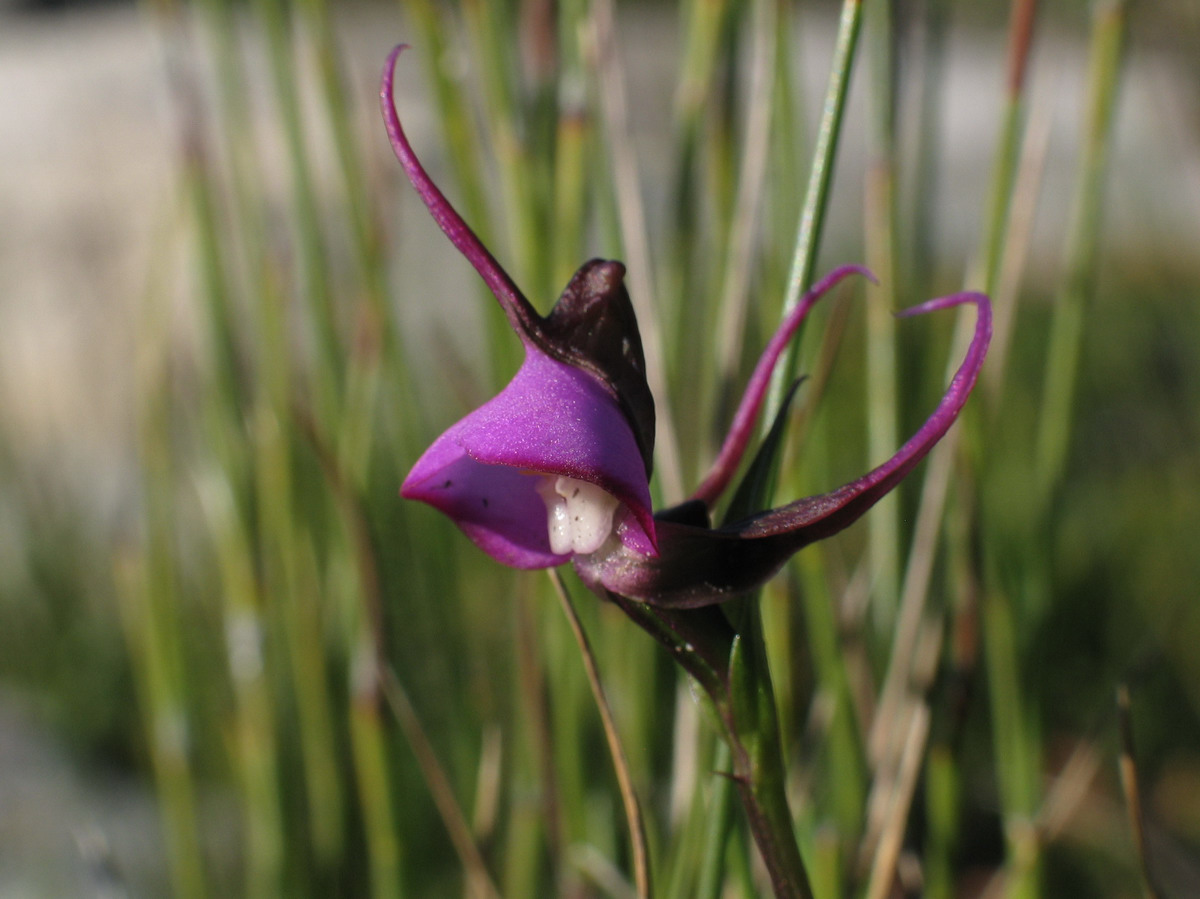